# Idanha
Idanha (kiejtése: ɪˈdænə) az Amerikai Egyesült Államok északnyugati részén, Oregon állam Linn és Marion megyéiben elhelyezkedő város, a salemi és az albany–lebanoni statisztikai körzetek része. A 2020. évi népszámlálási adatok alapján 156 lakosa van. A település részét képezi a Linn megyében fekvő New Idanha.
Az alacsony adóbevételek és a közélet iránti érdektelenség miatt többször felmerült a város önkormányzat nélküli településsé való visszaalakulása.

## Éghajlat
A város éghajlata mediterrán (a Köppen-skála szerint Csb).

## Népesség
A 2010-es népszámláláskor a városnak 134 lakója, 65 háztartása és 34 családja volt. A népsűrűség 48,6 fő/km2. A lakóegységek száma 86, sűrűségük 31,2 db/km2. A lakosok 96,3%-a fehér,      3,7%-a pedig kettő vagy több etnikumú. A spanyol vagy latino származásúak aránya 5,2% (   )
A háztartások 12,3%-ában élt 18 évnél fiatalabb. 46,2% házas, 1,5% egyedülálló nő, 4,6% egyedülálló férfi, 47,7% pedig nem család. 36,9% egyedül élt; 12,3%-uk 65 éves vagy idősebb. Egy háztartásban átlagosan 2,06 személy élt; a családok átlagmérete 2,62 fő.
A medián életkor 51,2 év volt. A város lakóinak 11,2%-a 18 évesnél fiatalabb, 5,8% 18 és 24 év közötti, 12,6%-uk 25 és 44 év közötti, 52,2%-uk 45 és 64 év közötti, 17,9%-uk pedig 65 éves vagy idősebb. A lakosok 46,7%-a férfi, 43,3%-a pedig nő.

## Oktatás
A város diákjai a Santiam Canyon Tankerület iskoláiban tanulnak.

## Közlekedés
A Thomas Egenton Hogg által tervezett transzkontinentális vasútvonal finanszírozási problémák miatt csak Idanháig épült ki. A vágányokat a Detroit-víztározó kialakításakor elbontották.

## Fordítás
- Ez a szócikk részben vagy egészben  az   Idanha, Oregon című angol Wikipédia-szócikk ezen változatának fordításán alapul.  Az eredeti cikk szerkesztőit annak laptörténete sorolja fel. Ez a jelzés csupán a megfogalmazás eredetét és a szerzői jogokat jelzi, nem szolgál a cikkben szereplő információk forrásmegjelöléseként.